# قطعنامه ۱۲۲۲ شورای امنیت
قطعنامه ۱۲۲۲ شورای امنیت سازمان ملل متحد که در تاریخ ۱۵ ژانویه ۱۹۹۹ تصویب شد، سندی بین‌المللی دربارهٔ بررسی وضعیت کرواسی است. این قطعنامه طی نشست ۳۹۶۶ام با ۱۵ رای موافق، ۰ مخالف و ۰ ممتنع تصویب شد.